# گولدونا (لوئیزیانا)
گولدونا (به انگلیسی: Goldonna) شهری در ایالت لوئیزیانا کشور ایالات متحده آمریکا است که جمعیت آن در سرشماری سال ۲۰۱۰ میلادی، ۴۳۰ نفر بوده‌است.